# قشلاق أجي أشمة مهندس صادقي (مقاطعة بيله سوار)
قشلاق أجي أشمة مهندس صادقي (بالفارسية: قشلاق اجی اشمه مهندس صادقی) هي منطقة سكنية تقع في إيران في أردبيل.